# 수페르코파 데 에스파냐 2022
수페르코파 데 에스파냐 2022(스페인어: Supercopa de España de Fútbol 2022)는 스페인 축구 리그 시스템에 소속된 구단들이 참가하는 연간 슈퍼컵 대회인 수페르코파 데 에스파냐의 38번째 대회로, 전 시즌에 이어 이번에도 4개 구단이 참가했으며, 라 리가와 코파 델 레이 상위 2개 구단이 참가했다.
전 시즌 코로나19 범유행으로 인한 입출국 제한으로 인해 국내에서 진행한 이래, 이번 시즌에는 다시 스페인 왕립 축구 연맹이 체결한 계약에 따라 다시 사우디아라비아에서 진행했다.
레알 마드리드는 2년 만이자 통산 12번째 대회 우승을 거두었다.

## 참가
대회는 코파 델 레이 2020-21의 우승 및 준우승 구단과 라리가 2020-21의 우승 및 준우승 구단이 참가했다.

### 참가 구단
다음 4개 구단이 대회에 참가했다.
| 구단                | 자격                        | 진출 횟수 | 최근 대회 성적      | 역대 성적 | 역대 성적 | 역대 성적 |
| 구단                | 자격                        | 진출 횟수 | 최근 대회 성적      | 우승      | 준우승    | 준결승    |
| ------------------- | --------------------------- | --------- | ------------------- | --------- | --------- | --------- |
| 아틀레티코 마드리드 | 라리가 2020-21 우승         | 8회       | 2019-20 시즌 준우승 | 2         | 5         |           |
| 레알 마드리드       | 라리가 2020-21 준우승       | 18회      | 2020-21 시즌 준결승 | 11        | 5         | 1         |
| 바르셀로나          | 코파 델 레이 2020-21 우승   | 26회      | 2020-21 시즌 준우승 | 13        | 11        | 1         |
| 아틀레틱 빌바오     | 코파 델 레이 2020-21 준우승 | 6회       | 2020-21 시즌 우승   | 2         | 5         |           |

## 경기
- 아래의 시간은 중부 아라비아 표준시 (UTC+03:00)를 기준으로 되어 있다.
- 세 경기 모두 사우디아라비아 리야드 파흐드 국왕 국제경기장에서 진행되었다.[5][6][7]

### 대진표
|  | 준결승전                 | 준결승전      |                          |   | 결승전 | 결승전 |
|  |                          |               |                          |   |        |        |
|  | 2022년 1월 13일 – 리야드 |               |                          |   |        |        |
|  |                          |               |                          |   |        |        |
|  | 아틀레티코 마드리드      | 1             |                          |   |        |        |
|  | 아틀레티코 마드리드      | 1             | 2021년 1월 16일 – 리야드 |   |        |        |
|  | 아틀레틱 빌바오          | 2             |                          |   |        |        |
|  | 아틀레틱 빌바오          | 2             | 아틀레틱 빌바오          | 0 |        |        |
|  | 2022년 1월 12일 – 리야드 |               | 아틀레틱 빌바오          | 0 |        |        |
|  |                          | 레알 마드리드 | 2                        |   |        |        |
|  | 바르셀로나               | 레알 마드리드 | 2                        | 2 |        |        |
|  | 바르셀로나               |               |                          | 2 |        |        |
|  | 레알 마드리드 (연)       | 3             |                          |   |        |        |
|  | 레알 마드리드 (연)       | 3             |                          |   |        |        |

### 준결승전
| 바르셀로나              | 2 - 3 (연장전) | 레알 마드리드                              |
| ----------------------- | -------------- | ------------------------------------------ |
| L. 더 용 41′ · 파티 83′ | 리포트         | 비니시우스 25′ · 벤제마 72′ · 발베르데 98′ |

| 아틀레티코 마드리드 | 1–2    | 아틀레틱 빌바오              |
| ------------------- | ------ | ---------------------------- |
| 시몬 62′ (자책골)   | 리포트 | 예라이 77′ · N. 윌리암스 81′ |

### 결승전
| 아틀레틱 빌바오 | 0 - 2  | 레알 마드리드                      |
| --------------- | ------ | ---------------------------------- |
|                 | 리포트 | 모드리치 38′ · 벤제마 52′ (페널티) |

### 우승
| 수페르코파 데 에스파냐 2021-22 우승 |
| ----------------------------------- |
| 레알 마드리드 12번째 우승           |

## 같이 보기
- 라리가 2021-22
- 코파 델 레이 2021-22